# Kolarstwo na Letnich Igrzyskach Olimpijskich 1908 – wyścig na 660 jardów mężczyzn
Wyścig na 660 jardów mężczyzn był jedną z konkurencji kolarskich na Letnich Igrzyskach Olimpijskich 1908 w Londynie odbyła się w dniach 14-15 lipca 1908. Uczestniczyło 48 zawodników z 9 krajów.
Wyścig obejmował jedno okrążenie toru (660 jardów). Limit czasu wynosił 1 minutę 10 sekund.

## Wyniki

### Runda 1
Zwycięzca każdego biegu awansował do półfinału.
| Miejsce | Zawodnik       | Państwo         | Czas |
| ------- | -------------- | --------------- | ---- |
| 1.      | Benjamin Jones | Wielka Brytania | 59,0 |
| 2.      | Dorus Nijland  | Holandia        |      |

| Miejsce | Zawodnik           | Państwo         | Czas |
| ------- | ------------------ | --------------- | ---- |
| 1.      | William Bailey     | Wielka Brytania | 50,8 |
| 2.      | Frederick McCarthy | Kanada          |      |
| 3.      | Pierre Seginaud    | Francja         |      |

| Miejsce | Zawodnik           | Państwo              | Czas |
| ------- | ------------------ | -------------------- | ---- |
| 1.      | Clarence Kingsbury | Wielka Brytania      | 57,4 |
| 2.      | Richard Katzer     | Cesarstwo Niemieckie |      |
| 3.      | Georgius Damen     | Holandia             |      |

| Miejsce | Zawodnik             | Państwo         | Czas |
| ------- | -------------------- | --------------- | ---- |
| 1.      | Victor Johnson       | Wielka Brytania | 56,2 |
| 2.      | Jules Patou          | Belgia          |      |
| 3.      | Richard Villepontoux | Francja         |      |

| Miejsce | Zawodnik         | Państwo             | Czas  |
| ------- | ---------------- | ------------------- | ----- |
| –       | Maurice Schilles | Francja             | limit |
| –       | Frank Shore      | Kolonia Przylądkowa | limit |

| Miejsce | Zawodnik       | Państwo         | Czas |
| ------- | -------------- | --------------- | ---- |
| 1.      | Émile Demangel | Francja         | 59,8 |
| 2.      | George Summers | Wielka Brytania |      |
| 3.      | Andrew Hansson | Szwecja         |      |

| Miejsce | Zawodnik             | Państwo              | Czas |
| ------- | -------------------- | -------------------- | ---- |
| 1.      | Johannes van Spengen | Holandia             | 58,2 |
| 2.      | Hermann Martens      | Cesarstwo Niemieckie |      |
| 3.      | Joe Lavery           | Wielka Brytania      |      |

| Miejsce | Zawodnik         | Państwo | Czas |
| ------- | ---------------- | ------- | ---- |
| 1.      | Walter Andrews   | Kanada  | 55,8 |
| 2.      | Joseph Werbrouck | Belgia  |      |
| 3.      | Gaston Delaplane | Francja |      |

| Miejsce | Zawodnik        | Państwo             | Czas   |
| ------- | --------------- | ------------------- | ------ |
| 1.      | Paul Texier     | Francja             | 1:01,6 |
| 2.      | Thomas Passmore | Kolonia Przylądkowa |        |

| Miejsce | Zawodnik       | Państwo              | Czas   |
| ------- | -------------- | -------------------- | ------ |
| 1.      | Floris Venter  | Kolonia Przylądkowa  | 1:03,2 |
| 2.      | Georges Perrin | Francja              |        |
| 3.      | Bruno Götze    | Cesarstwo Niemieckie |        |

| Miejsce | Zawodnik        | Państwo              | Czas   |
| ------- | --------------- | -------------------- | ------ |
| 1.      | Karl Neumer     | Cesarstwo Niemieckie | 54,2 s |
| 2.      | Willie Magee    | Wielka Brytania      |        |
| 3.      | Émile Maréchal  | Francja              |        |
| 4.      | Antonie Gerrits | Holandia             |        |

| Miejsce | Zawodnik         | Państwo         | Czas |
| ------- | ---------------- | --------------- | ---- |
| 1.      | Ernest Payne     | Wielka Brytania | 57,2 |
| 2.      | André Poulain    | Francja         |      |
| 3.      | Jean Van Benthem | Belgia          |      |

| Miejsce | Zawodnik                    | Państwo              | Czas |
| ------- | --------------------------- | -------------------- | ---- |
| 1.      | Daniel Flynn                | Wielka Brytania      | 55,0 |
| 2.      | Gerard Bosch van Drakestein | Holandia             |      |
| 3.      | Paul Schulze                | Cesarstwo Niemieckie |      |

| Miejsce | Zawodnik        | Państwo         | Czas   |
| ------- | --------------- | --------------- | ------ |
| 1.      | Lucien Renard   | Belgia          | 55,2 s |
| 2.      | Gaston Dreyfus  | Francja         |        |
| 3.      | William Morton  | Kanada          |        |
| 4.      | Gerald Anderson | Wielka Brytania |        |

| Miejsce | Zawodnik         | Państwo           | Czas   |
| ------- | ---------------- | ----------------- | ------ |
| 1.      | George Cameron   | Stany Zjednoczone | 1:05,2 |
| 2.      | Léon Coeckelberg | Belgia            |        |

| Miejsce | Zawodnik         | Państwo             | Czas |
| ------- | ---------------- | ------------------- | ---- |
| 1.      | André Auffray    | Francja             | 58,4 |
| 2.      | Albert Denny     | Wielka Brytania     |      |
| 3.      | Philip Freylinck | Kolonia Przylądkowa |      |

### Półfinały
Zwycięzca każdego biegu awansował do finału.
| Miejsce | Zawodnik             | Państwo         | Czas |
| ------- | -------------------- | --------------- | ---- |
| 1.      | Victor Johnson       | Wielka Brytania | 59,2 |
| 2.      | Johannes van Spengen | Holandia        |      |
| 3.      | Paul Texier          | Francja         |      |
| 4.      | Walter Andrews       | Kanada          |      |

| Miejsce | Zawodnik           | Państwo             | Czas |
| ------- | ------------------ | ------------------- | ---- |
| 1.      | Émile Demangel     | Francja             | 51,6 |
| 2.      | Clarence Kingsbury | Wielka Brytania     |      |
| 3.      | William Bailey     | Wielka Brytania     |      |
| 4.      | Floris Venter      | Kolonia Przylądkowa |      |

| Miejsce | Zawodnik       | Państwo           | Czas |
| ------- | -------------- | ----------------- | ---- |
| 1.      | Daniel Flynn   | Wielka Brytania   | 54,8 |
| 2.      | André Auffray  | Francja           |      |
| 3.      | George Cameron | Stany Zjednoczone |      |
| 4.      | Ernest Payne   | Wielka Brytania   |      |

| Miejsce | Zawodnik       | Państwo              | Czas   |
| ------- | -------------- | -------------------- | ------ |
| 1.      | Karl Neumer    | Cesarstwo Niemieckie | 1:05,6 |
| 2.      | Lucien Renard  | Belgia               |        |
| 3.      | Benjamin Jones | Wielka Brytania      |        |

### Finał
| Pozycja | Zawodnik       | Państwo              | Rezultat |
| ------- | -------------- | -------------------- | -------- |
| 1       | Victor Johnson | Wielka Brytania      | 51,2 s   |
| 2       | Émile Demangel | Francja              | b.d      |
| 3       | Karl Neumer    | Cesarstwo Niemieckie | b.d      |
| 4       | Daniel Flynn   | Wielka Brytania      | b.d      |